# Tuxedo susansolomonae
Tuxedo susansolomonae är en insektsart som beskrevs av Schuh 2004. Tuxedo susansolomonae ingår i släktet Tuxedo och familjen ängsskinnbaggar. Inga underarter finns listade i Catalogue of Life.